# حسن مفخمی‌شهرستانی
حسن مفخمی شهرستانی سرتیپ دوم فرماندهی انتظامی جمهوری اسلامی ایران است، که هم‌اکنون به‌عنوان فرمانده انتظامی استان مازندران فعالیت می‌کند.
وی از ۱۳۹۰ تا ۱۳۹۴ فرمانده انتظامی علی‌آباد کتول بود، از ۱۳۹۴ تا ۱۳۹۷ ریاست بازرسی فرماندهی انتظامی گلستان را برعهده داشت و از ۱۳۹۷ تا ۱۳۹۸ به‌عنوان جانشین فرمانده انتظامی مازندران فعالیت می‌کرد.
مفخمی شهرستانی در فاصله سال‌های ۱۳۹۸ تا ۱۴۰۱ فرماندهی انتظامی استان مرکزی را برعهده داشت، از ۱۴۰۱ تا ۱۴۰۲ رئیس پلیس امنیت عمومی فراجا بود و از خردادماه ۱۴۰۲ فرمانده انتظامی مازندران است. 
وی در شهریورماه ۱۴۰۲ به‌دلیل اعمال خشونت علیه معترضان مصالحه‌جو توسط وزارت خزانه‌داری آمریکا تحریم شد. ۸ دسامبر ۲۰۲۳ وزارت خارجه بریتانیا پنج مقام قضایی و امنیتی جمهوری اسلامی را به‌دلیل نقض گسترده حقوق بشر و آزادی بیان، سرکوب معترضان، تبعیض جنسیتی، در فهرست تحریم‌ها قرار داد، که نام حسن مفخمی شهرستانی نیز در این فهرست بود.